# 皮德莫納斯特爾

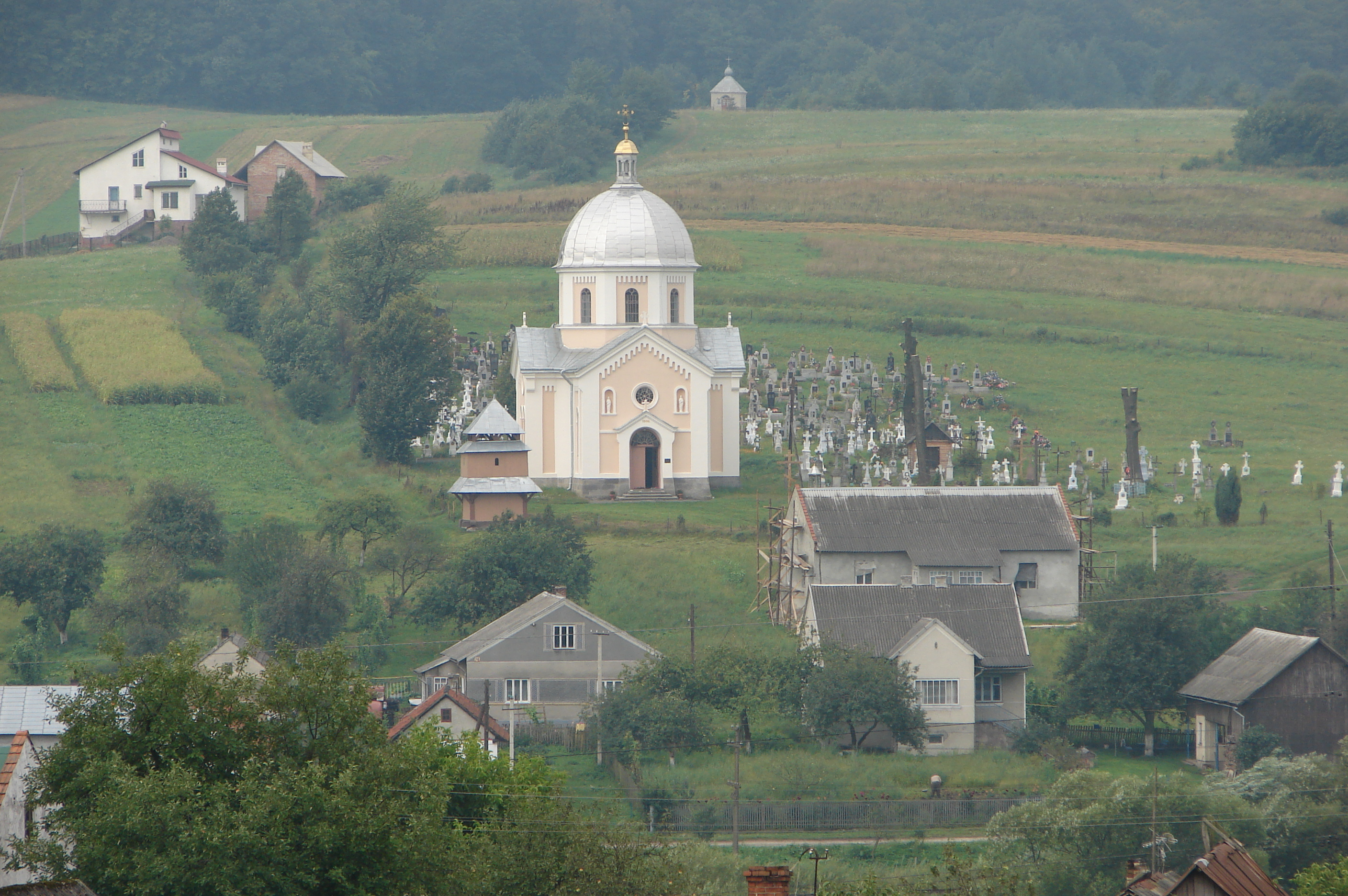

皮德莫納斯特爾（羅馬化：Pidmonastyr）是烏克蘭的城鎮，位於該國西部利沃夫州，由利維夫區佩列梅什利亞內市鎮負責管轄，面積2.69平方公里，2001年人口387，人口密度每平方公里143.87人。
49°40′0″N 24°13′46″E / 49.66667°N 24.22944°E